# HD 41248
HD 41248 — звезда, которая находится в созвездии Живописец на расстоянии около 170 световых лет от нас. Вокруг звезды обращаются, как минимум, две планеты.

## Характеристики
HD 41248 — звезда 8,82 видимой звёздной величины; впервые в астрономической литературе упоминается в каталоге Генри Дрейпера, изданном в начале XX века. Она представляет собой жёлтый карлик, имеющий массу и радиус, равные 92% и 78% солнечных соответственно. Светимость звезды составляет 68% солнечной. Температура поверхности HD 41248 составляет приблизительно 5713 кельвинов. Возраст звезды оценивается приблизительно в 2 миллиарда лет.

## Планетная система
В 2013 году группой европейских астрономов было объявлено об открытии двух планет в системе. Обе они относятся к типу горячих газовых гигантов, близко обращающихся к родительской звезде. По массе они сравнимы с Нептуном: планета HD 41248 b имеет массу, равную 3% массы Юпитера; планета HD 41248 c имеет массу, равную 2% Юпитера. Открытие обеих планет было совершено методом доплеровской спектроскопии. Ниже в таблице представлены их подробные характеристики.
После серии новых замеров в 2014 году планетная система была закрыта: 18-суточный период колебаний лучевой скорости не подтвердился, а 25-суточный был объяснён активностью самой звезды с дифференциальным вращением и большим количеством пятен.